# John Neville, Montagu őrgrófja
John Neville (cc. 1431 - 1471. április 14.) angol nemes, Montague márkija és Northumberlan grófja volt. Bátyjával, Richard Neville-lel, Warwick grófjával részt vett a York-ház oldalán a rózsák háborújában.

## Családja
John Neville 1431 körül született a gazdag és befolyásos Neville családban. Apja Richard Neville, Salisbury grófja, anyja Alice Montagu volt. Kilenc testvére volt, köztük Warwick grófja és George Neville, York érseke. Isabel Ingaldesthorpe-ot vette feleségül 1457. április 25-én. Egy fiuk - George - és öt lányuk született: Anne, Elizabeth, Margaret, Lucy és Isabella. VI. Henrik angol király 1449. december 25-én ütötte lovaggá Greenwich-ben.

## Rózsák háborúja
1453-ban komoly szerepet játszott a Neville-k és a Percyk közötti yorkshire-i fegyveres konfliktusban, amely később a rózsák háborújává terebélyesedett. 1454-ben, miután a Neville-k támogatóját és rokonát, Plantagenet Richárd yorki herceget protektorrá választották, a viszálykodás elcsitult egy időre, de Richárd három évvel későbbi bukásakor ismét feléledt. A két család csatát vívott Castletonnál, amelyben a Neville-k diadalmaskodtak. John Neville fogolyként vitte Lord Egremontot és bátyját, Richard Percyt apja middlehami várába.
John Neville a yorkiak oldalán részt vett a Blore Heath-i csatában, amelyben a lancasteriek vereséget szenvedtek, és vezérük, James Tuchet, Audley lordja is meghalt. Az ütközet után a yorkiak Ludlow felé vonultak tovább, de a lancasteriek tőrbe csalták Neville-t, és foglyul ejtették, majd 1459. november 20-án elítélték. 1460. november 10-én kiszabadult, mivel a yorki csapatok a northamptoni csatában legyőzték a lancasterieket, és VI. Henriket foglyul ejtették. Ezután a király kamarásának nevezték ki.
1461. február 17-én részt vett a második Saint Albans-i csatában, amely lancasteri győzelemmel végződött. Ismét foglyul ejtették, de újra megkímélték az életét, és York várában tartották fogva. A Towtoni csata után a York-házi IV. Eduárd lett Anglia valódi uralkodója, aki 1461. május 23-án Montagu urává tette John Neville-t. Megkapta a térdszalagrend kitüntetést is.
Részt vett a Bamborough-vár bevételében, amely 1462. december 24-én kapitulált, a következő évben pedig Alnwick ostromát irányította. 1463. május 26-ától 1470 júliusáig a keleti határvidék kormányzója volt. Április közepén a határra küldték, hogy találkozzon a skót követekkel, és kísérje őket Yorkba. A Newcastle felé vezető úton majdnem tőrbe csalta őt Humphrey Neville egy csapat íjásszal, de felderítői időben figyelmeztették a márkit. Montague 1464. április 25-én a Hedgeley Moor-i csatában győzelemre vezette a yorki sereget. Május 15-én Montagu Hexhamnél váratlanul lerohanta a lancasteri csapatokat, és vezérüket, Somerset hercegét lefejeztette. A következő napokban számos lancasteri vezetőt végeztetett ki. Győzelmei és az ellenfél főurainak kegyetlen meggyilkoltatása lehetővé tette egy 15 éves fegyverszüneti megállapodás aláírását a skótokkal, ami megakadályozta, hogy a lancasteriek a határ északi oldaláról támadást indítsanak IV. Eduárd ellen.
Hexhami győzelméért május 27-én megkapta a Northumberland grófja címet, amely Henry Percyé volt. Birtokainak egy részét, például Alnwickot és Dunstanburgh-öt harc nélkül elfoglalta, de Bamburgh várát csak ostrommal tudta bevenni.
Június 11-étől hatáskörébe került a skótokkal kötött fegyverszünet ellenőrzése, majd 1466. július 28-ától élete végéig Northumberland igazságszolgáltatásának feje volt. 1470. március 25-étől haláláig Montague első és utolsó márkija volt. A címet azért hozta létre az uralkodó, hogy kárpótolja Northumberland grófi címének elvesztéséért. A címről Henry Percy javára mondott le, akinek családja hosszú időn át ennek a grófságnak a birtokosa volt.
John Neville 1470. április 14-én a barneti csatában halt meg, amikor a yorkiak súlyos vereséget mértek az Angliába visszatérő VI. Henrikre. A márki holttestét, mielőtt eltemették a berkshire-i Bisham-apátságban, közszemlére tették a londoni Szent Pál-székesegyházban.